# Lingue papuane
Il concetto di lingue papuane o anche papuasiche si riferisce a quelle lingue del Pacifico occidentale che non appartengono né al gruppo austronesiano né al gruppo delle lingue australiane aborigene. Ciò significa che il termine ha una definizione in negativo e non implica una qualsiasi parentela linguistica.
L'esistenza di lingue papuane, diverse da quelle austronesiane, è dovuta a Sidney Herbert Ray nel 1892.
La Nuova Guinea è la regione linguisticamente più diversificata del mondo. Oltre alle lingue austronesiane, ci sono probabilmente 800 lingue divise in forse sessanta piccole famiglie linguistiche, con relazioni poco chiare tra loro o con qualsiasi altra lingua, oltre a molte altre lingue isolate. La maggior parte delle lingue papuane è parlata nell'isola della Nuova Guinea, con un gran numero parlato anche nell'arcipelago di Bismarck, nell'isola di Bougainville e nelle Isole Salomone ad est, e ad Halmahera, Timor e nell'arcipelago di Alor ad ovest. La lingua più occidentale, il Tambora a Sumbawa, si è estinta dopo l'eruzione del Tambora del 1815. Una lingua papuana, il Meriam, è parlata entro i confini nazionali dell'Australia, nello Stretto di Torres orientale.

## Le lingue
La maggior parte delle lingue papuasiche vengono parlate in Nuova Guinea (divisa tra la Papua Nuova Guinea e le province indonesiane di Papua e Papua Occidentale), con un numero di parlanti anche nell'Arcipelago di Bismarck, sull'Isola di Bougainville e sulle Isole Salomone ad est, su Halmahera, a Timor, e nell'arcipelago di Alor ad ovest. Una lingua papuasica, il meriam mir, è parlato anche all'interno dei confini nazionali dell'Australia, nello Stretto di Torres orientale. Le uniche lingue papuasiche assurte al grado di lingue ufficiali sono quelle parlate a Timor Est.
La Nuova Guinea è forse la regione più variegata al mondo dal punto di vista linguistico. Oltre alle lingue austronesiane, vi sono circa 800 lingue divise in circa sessanta famiglie linguistiche minori, ovviamente non imparentate l'una con l'altra, con l'aggiunta di un buon numero di lingue isolate. Sebbene siano stati fatti studi poco approfonditi su queste lingue papuasiche paragonate alle lingue austronesiane, sono stati fatti tentativi preliminari di classificazione genealogica su larga scala da linguisti quali Joseph Greenberg, Stephen Wurm, Malcolm Ross o Andrew Pawley. La famiglia più vasta proposta per la regione papuasica è il phylum della Trans-Nuova Guinea, che consta della maggior parte delle lingue papuasiche e i cui confini corrono principalmente lungo gli altipiani della Nuova Guinea. Sono state studiate a fondo forse solo un quarto delle lingue papuasiche e la classificazione di queste da parte dei linguisti richiederà continue revisioni col crescere delle conoscenze su queste lingue.
Molte delle lingue di Flores e delle isole circostanti, specialmente la lingua di Savu, sono comunemente ritenute austronesiane, ma si segnalano per la corposa presenza di termini non austronesiani nel vocabolario di base. Si è suggerito che siano state, in origine, lingue non austronesiane che in seguito hanno preso in prestito quasi tutto il lessico dalle lingue austronesiane limitrofe, ma non è stata trovata alcuna connessione con le lingue papuasiche di Timor e Halmahera.